# Villa Norrköping

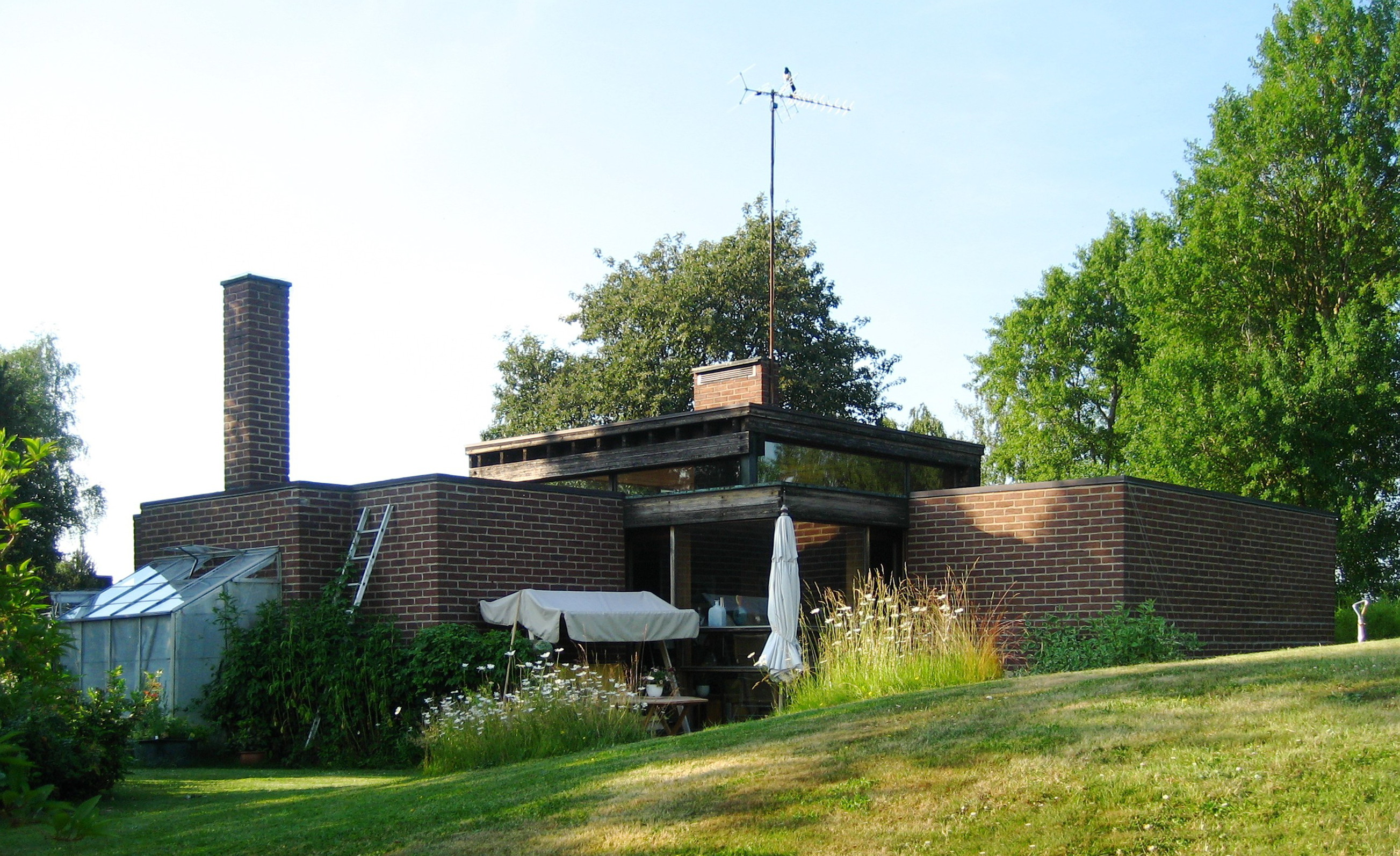
Sverre Fehns Villa Norrköping Nordengatan 15

Villa Norrköping är ett byggnadsminnesförklarat enfamiljshus med adress Nordengatan 15 i Norrköping.

## Bakgrund
Villan uppfördes 1963-64 till Norrköpingsutställningen NU 64, då ett antal villor byggdes sydväst om Söderleden under temat Nordisk villaparad. Tanken var från början att utställningen skulle utmynna i enkla och rationella modullösningar inom husbyggandet, men resultatet blev i de flesta fall exklusiva bostadshus. I detta sammanhang utmärker sig den mindre Villa Norrköping, som ritades av den norske arkitekten Sverre Fehn. År 2001 förklarades huset som byggnadsminne.

## Arkitektur
Den 150 m2 stora villan har en korsformad, symmetrisk plan som byggs upp av slutna, bärande tegelmurar som förbinds av öppna glaspartier. Den oriktade byggnaden var inte beroende av vare sig tomtform eller orientering, men ritades heller inte speciellt för tomten i Norrköping. Även rumsordningen i byggnaden är generell, med en rad öppna utrymmen, vilka kan delas i upp till nio rum. Dessa är ordnade kring ett centralutrymme med badrum och kök. Mittendelens tak utgörs av en lanternin som för ner ljus till byggnadens centrala delar. Materialen domineras av tegel och trä, både interiört och exteriört. Då området saknade tydliga tomtavgränsningar ordnades på tomten två avskärmande murar av samma utförande som byggnaden som fick definiera bilplats, soprum och uteplats.
Sverre Fehn sägs ha inspirerats av den italienske arkitekten Andrea Palladio och i synnerhet dennes Villa Rotonda från 1591, men arkitekturen bär även spår av Ludwig Mies van der Rohes strama geometrier.

## Fotogalleri

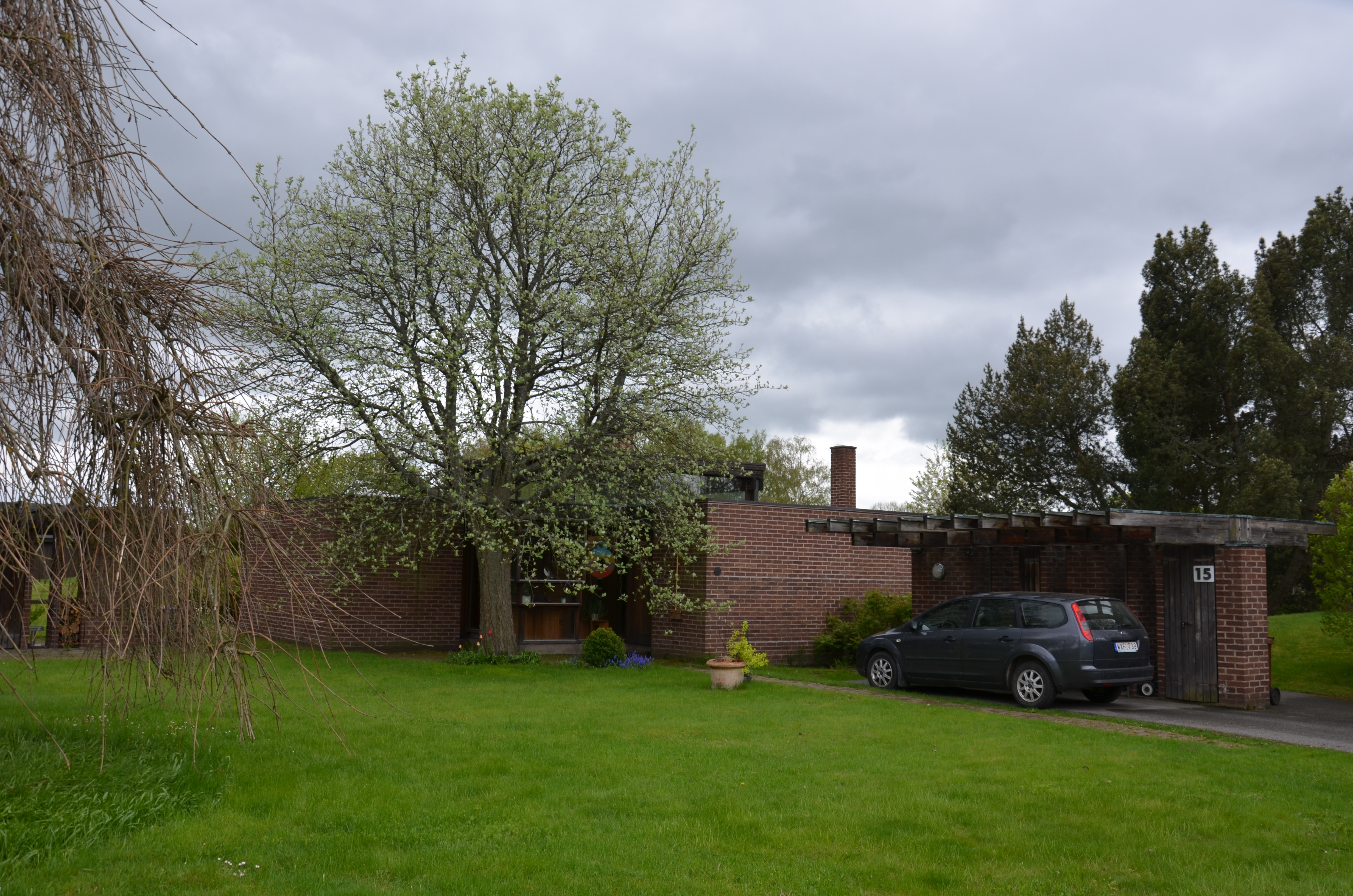
Entré och biluppställningsplats
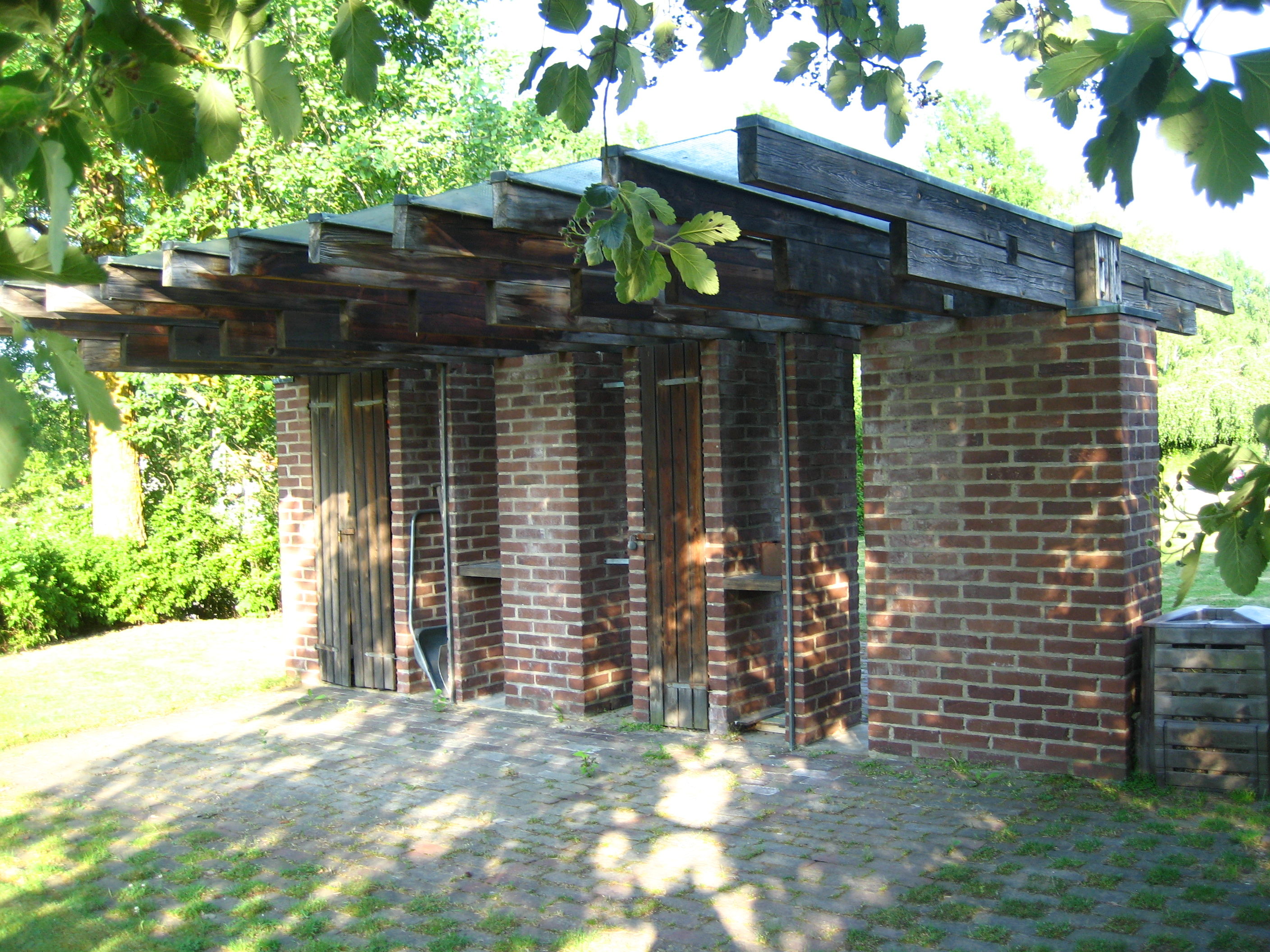
Carporttaket
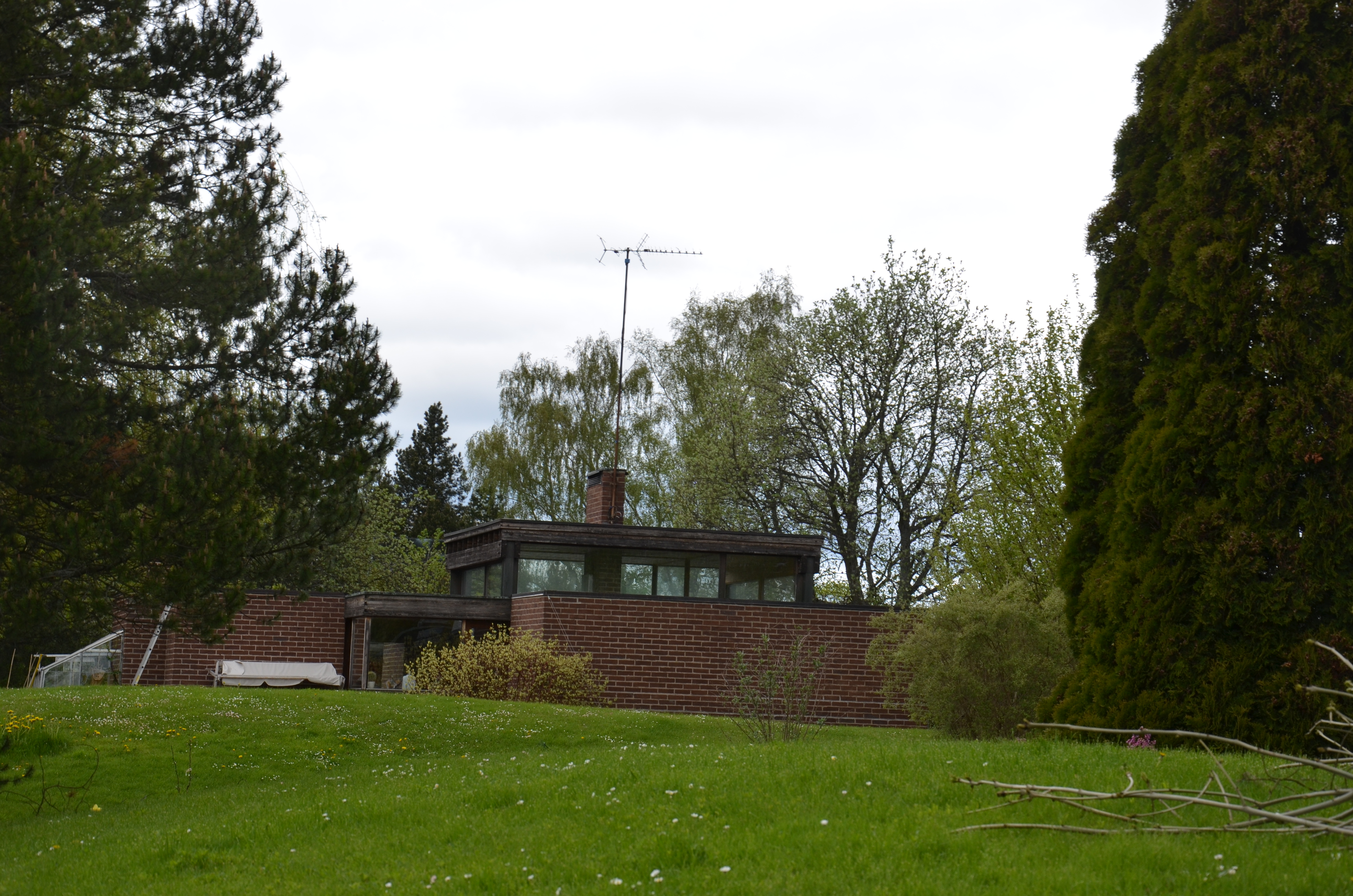
Villa Norrköping från öster
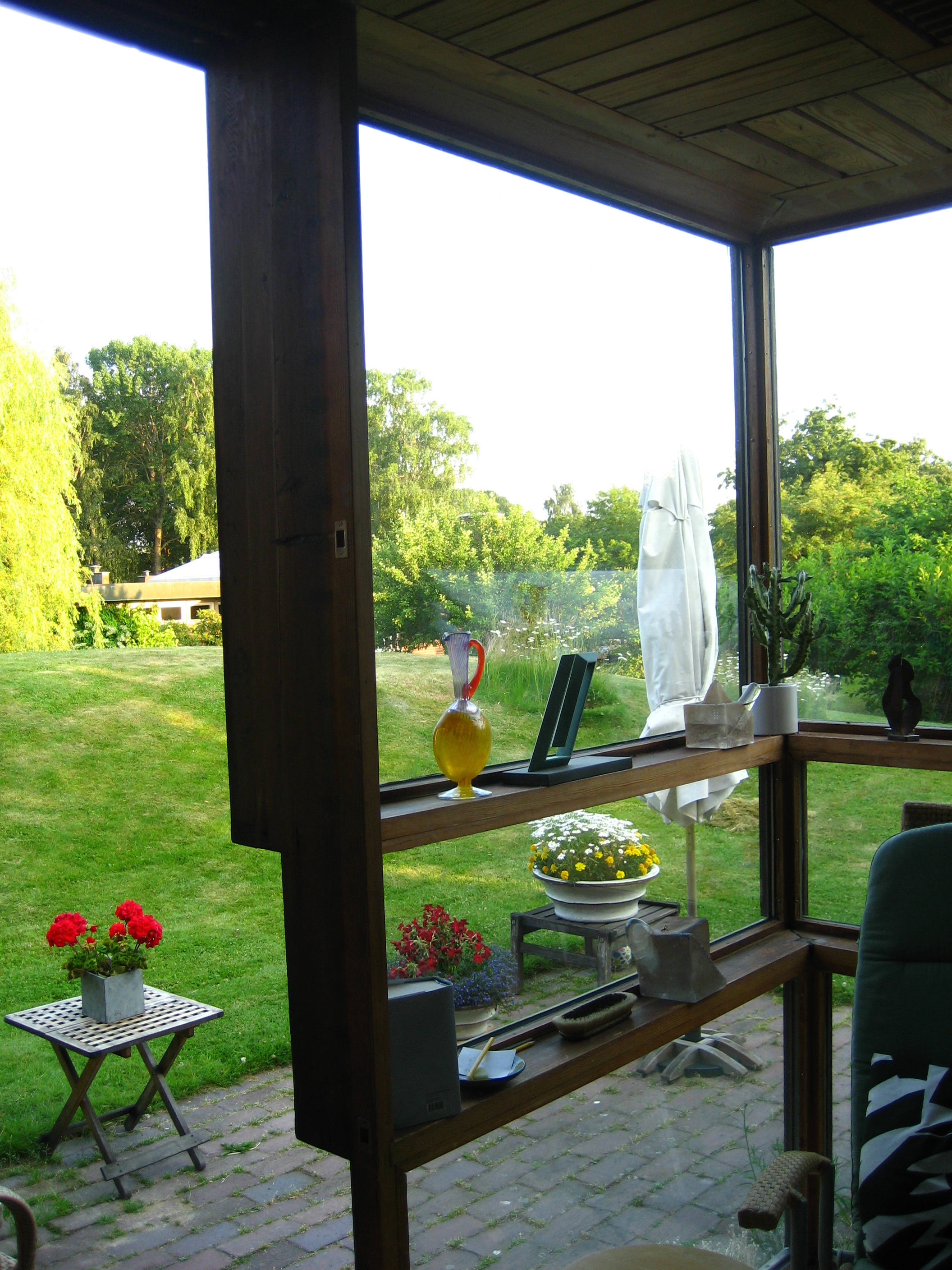
Ett av de karakteristiska hörnfönstren